# Iglesia maronita de la Anunciación
La Iglesia maronita de la Anunciación es el nombre que recibe un templo católico maronita que está situado en la ciudad de Nazaret, en el norte de Israel. Está dedicado a la Anunciación; no debe confundirse con los templos católico y copto de la misma ciudad y con el mismo nombre.
La Comunidad católica maronita en Nazaret existe desde los años 1620. En 1774, se construyó la Iglesia dedicada a San Antonio, que durante muchos años resultó insuficientes. Hoy en Nazareth, hay alrededor de 1200 Maronitas. Para sus necesidades se construyó a principios del siglo XXI una nueva iglesia dedicada a la Anunciación.
La nueva iglesia es un edificio moderno, construido de acuerdo con los últimos estilos arquitectónicos. El templo fue construido con hormigón armado. La cúpula principal está rematada con una cúpula en forma de cebolla. En el lado de la torre de la iglesia se añadieron campanas en la parte superior de las cuales se ve una estatua de María de Nazaret. El interior está decorado con numerosas esculturas y pinturas realizadas por los pintores italianos Tese y Lamagna.

## Véase también

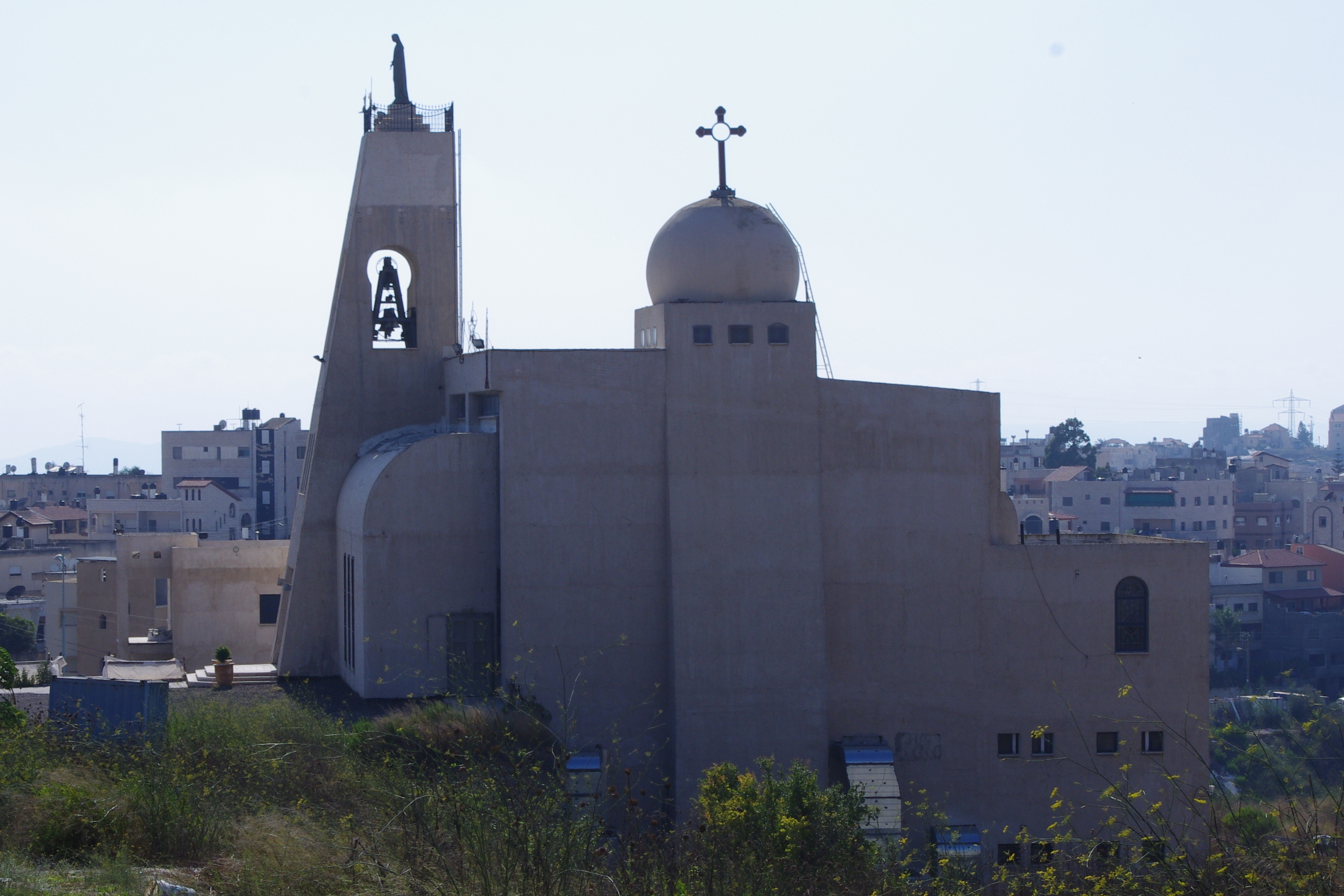
Otra vista del templo